# Vranová
Vranová (deutsch Wranowa) ist eine Gemeinde in Tschechien. Sie liegt vier Kilometer westlich von Letovice und gehört zum Okres Blansko.

## Geographie

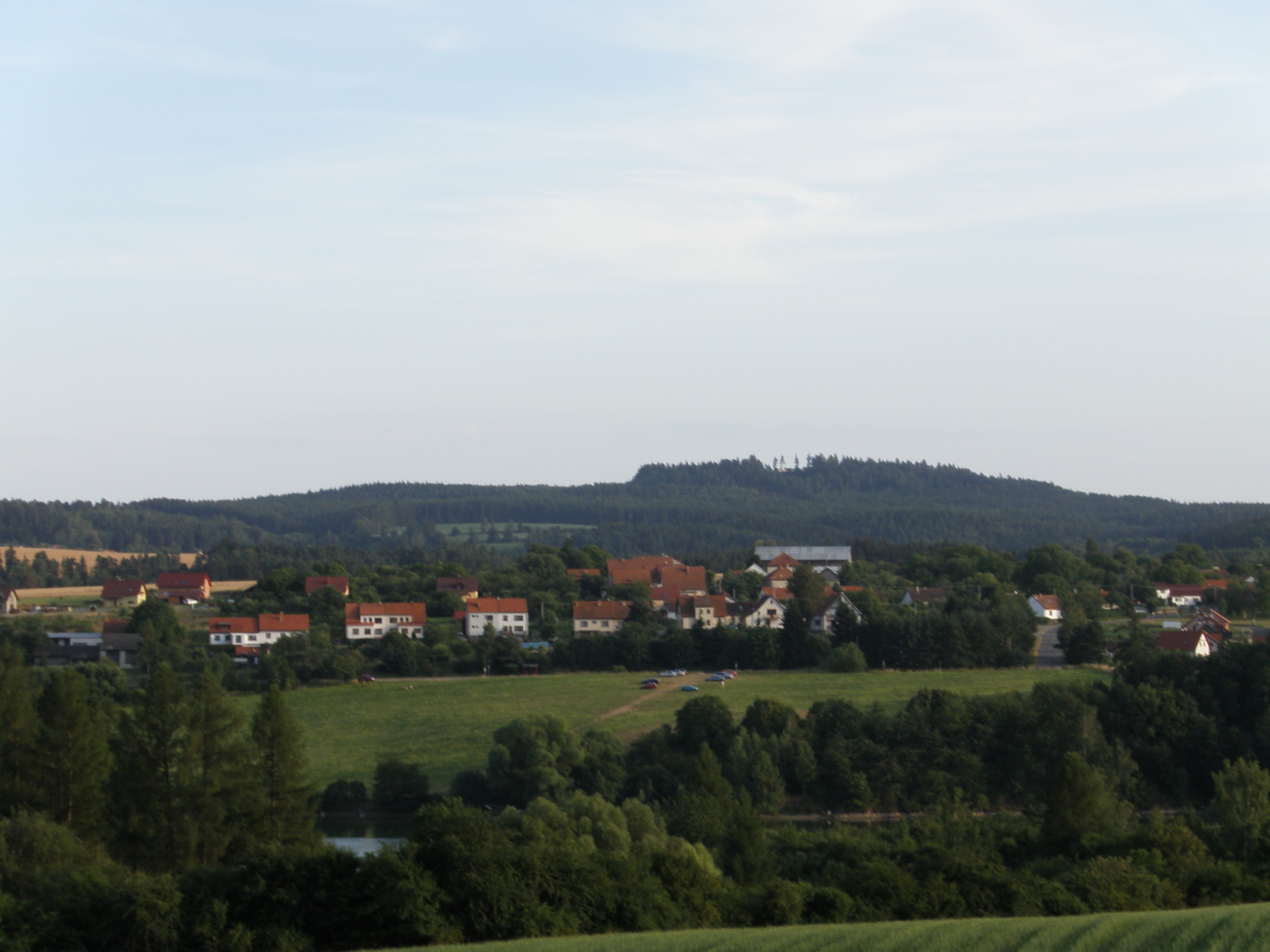
Vranova

Vranová befindet sich am Fuße des Berglandes der oberen Swratka in der Malá Haná (Kleine Hanna). Das Dorf liegt rechtsseitig der Křetínka an der Talsperre Letovice. Südwestlich erhebt sich der Brablecův kopec (546 m) und im Westen der Špilberk (Spielberg, 653 m).
Nachbarorte sind Lazinov im Norden, Svitavice, Meziříčko und Nový Mlýn im Nordosten, Letovice und Kněževísko im Osten, Zábludov im Südosten, Ořechov, Jasinov und Rudka im Süden, Petrov und Vřesice im Südwesten, Rozsíčka im Westen sowie Křetín und Dolní Poříčí im Nordwesten.

## Geschichte
Die erste schriftliche Erwähnung des zur Herrschaft Letovice gehörigen Dorfes erfolgte im Jahre 1398, als Sigmund von Ronow Vranová und zwei Höfe seiner Frau Eliška überschrieb. 1447 wurden die Letovicer Güter halbiert. Eine Hälfte erhielten die Herren von Lomnitz, die andere verkaufte Eliška von Ronows zweiter Ehemann Milota von Tvorkov an Vaněk von Boskowitz. Es erfolgte keine Trennung, die Boskowitzer und Lomnitzer besaßen die Burg, das Städtchen, die Dörfer und Wälder jeweils zur Hälfte. 1499 fiel die Boskowitzer Hälfte der Herrschaft Ladislav von Boskowitz zu. Er kaufte den Lomnitzern die andere Hälfte der Burg und des Städtchens Letovice ab. 1524 verkauften die Brüder Jiří und Jan von Lomnitz ihre Hälfte der Herrschaft zusammen mit dem Teich Stvolovský rybník bei Vranová an Christoph von Boskowitz auf Třebová. Dieser überließ das halbe Dorf Vranová zusammen mit Vřesice 1531 an Pavel von Vojenice, der die Güter seiner Herrschaft Křetín zuschlug. Bis zur Mitte des 19. Jahrhunderts blieb Vranová in die Letovicer und Křetíner Seite geteilt. Die beiden Anteile waten nicht nur verschiedenen Herrschaften untertänig, sondern zugleich auch dorthin gepfarrt.
Nach der Aufhebung der Patrimonialherrschaften entstand 1850 aus beiden Teilen die Gemeinde Vranov in der Bezirkshauptmannschaft Boskovice. Seit dem Ende des 19. Jahrhunderts wird der Ort als Vranová bezeichnet. 1924 wurde auch die pfarrliche Trennung aufgehoben und das gesamte Dorf nach Křetín gepfarrt. Beerdigungen von Bewohnern der Letovicer Seite erfolgen weiterhin auf dem Friedhof von Letovice, da sich dort deren Familiengrabstätten befinden. Mit Beginn des Jahres 1961 wurde die Gemeinde dem Okres Blansko zugeordnet. In den Jahren 1972 bis 1976 erfolgte der Bau der Talsperre Letovice. Zwischen 1986 und 1990 war Vranová nach Letovice eingemeindet.

## Gemeindegliederung
Für die Gemeinde Vranová sind keine Ortsteile ausgewiesen.

## Sehenswürdigkeiten
- Kapelle
- Bauerngehöft in Volksbauweise
- Špilberk, Aussichtspunkt über das Tal der Křetínka
- Talsperre Letovice, nordöstlich an der Křetínka